# Quimbra

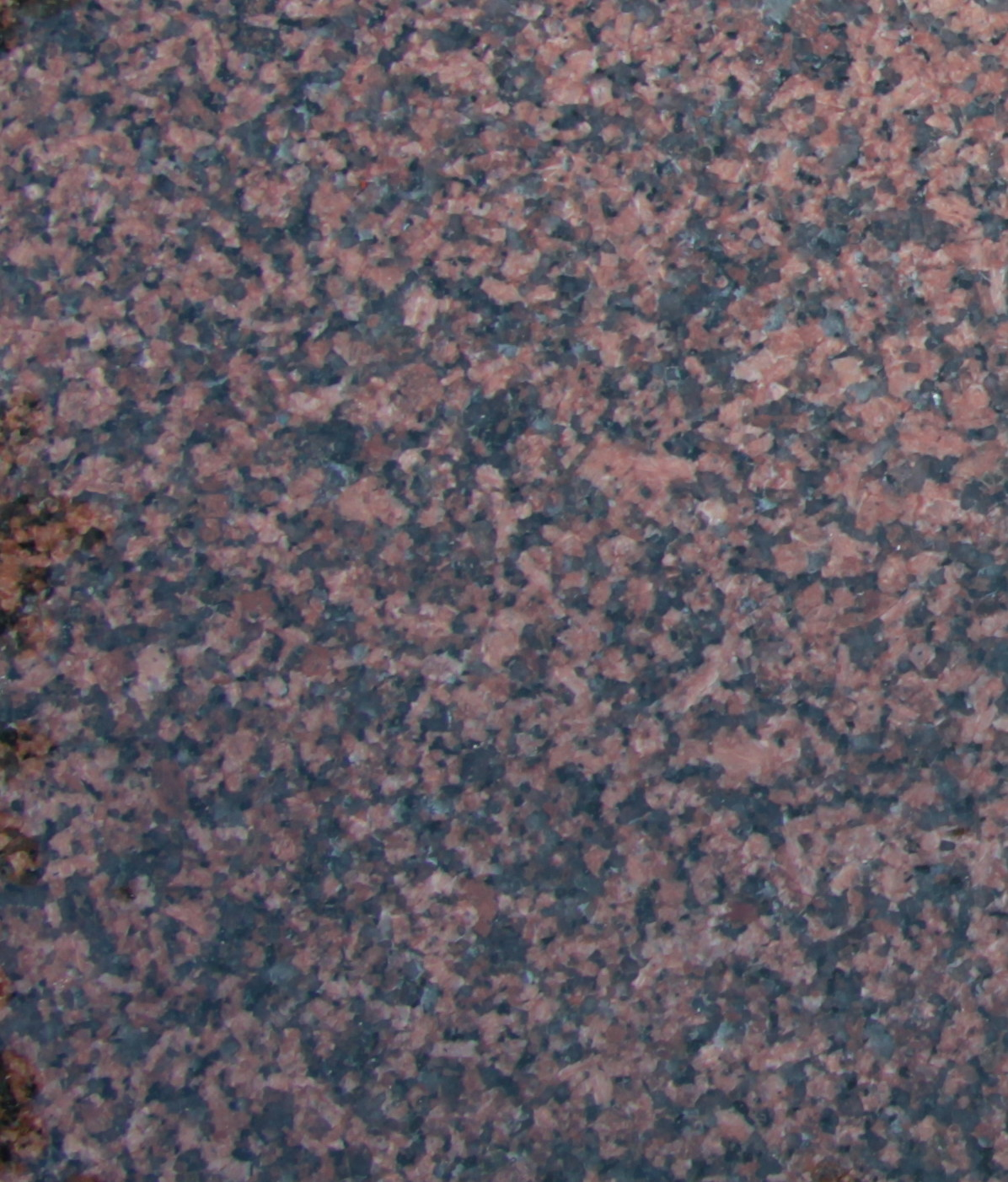
Quimbra, polierte Oberfläche (Muster ca. 8×8 cm)

Quimbra ist ein schwedischer Granit, der an der südöstlichen Küste des Småland in Steinbrüchen zwischen Oskarshamn und Västervik und in der Nähe von Flivik gebrochen wird. Er entstand vor 420 Millionen Jahren im Präkambrium.

## Granittypen
Es gibt den Quimbra Red (auch Quimbra Röd oder Mahogany), der mehr rote und den Quimbra Grey (Quimbra Grau-Rot) mehr grau-rote Farbanteile enthält.

## Geologie und Vorkommen
Das Vorkommen von Quimbra liegt im Baltischen Schild, der im Präkambrium entstand. Dieser Schild reicht fast über ganz Schweden und Finnland und über einen an das südliche Finnland angrenzenden Teil von Russland. 
In Südschweden befinden sich die Gneisregion und die schwarzen Ganggesteine (wie der Schwarz-Schwedisch), während die Granite an der Küste Südschwedens liegen.
Der Granittyp Mahagony wird in der Nähe von Flivik abgebaut.

## Gesteinsbeschreibung und Mineralbestand
Quimbra ist ein mittelkörniges Gestein dessen Korngrößen relativ gleichmäßig ist. Quimbra besteht aus 60 bis 65 % rotem Kalifeldspat, 30 % blauem Quarz und 8 % schwarzem Biotit. Akessorisch sind in diesem Naturstein Pyrit und Titanit enthalten. Im Quimbra Grey.
Die jeweiligen Granittypen des Quimbra variieren in ihrem Aussehen und ihrer Farbe kaum.

## Verwendung
Quimbra wurde ab den 1970er Jahren nach Deutschland exportiert, später in weitere europäische Länder und nach Übersee.
Dieser Naturstein wir vor allem im Bauwesen verwendet, in der Innen- als auch in der Außenarchitektur als Treppen- und Bodenbeläge und Fassaden. Er wird auch in Bädern als Waschtisch und in Küchen als Arbeitsplatte verwendet.
In Deutschland ist Quimbra vor allem als Grabmal auf Friedhöfen zu finden.
Quimbra ist frostfest und polierbar.